# (73435) 2002 MS
2002 أم أس (ويعرف أيضًا باسم (73435) 2002 أم أس وفق تسمية الكوكب الصغير) (بالإنجليزية: 2002 MS)‏ هو كويكب ضمن حزام الكويكبات؛ وترتيبه 73435 من حيث الاكتشاف.
اكتُشف هذا الجُرم الفلكي بواسطة جون بروفتون في 18 يونيو 2002.

## وصلات خارجية
- (73435) 2002 MS في قاعدة بيانات مختبر الدفع النفاث لأجرام النظام الشمسي الصغيرة

- الاكتشاف · مخطط المدار ·  العناصر المدارية · المعلمات المادية

- (73435) 2002 MS على موقع ويكي سكاي: DSS2, SDSS, GALEX, IRAS, Hydrogen α, X-Ray, Astrophoto, Sky Map, Articles and images